# Norops crassulus
Norops crassulus este o specie de șopârle din genul Norops, familia Polychrotidae, descrisă de Cope 1864. Conform Catalogue of Life specia Norops crassulus nu are subspecii cunoscute.